# Маганов, Ульфат Маганович
Ульфат Маганович Маганов (тат. Өлфәт Мәган улы Мәганов; 13 ноября 1928, Киртлявле, Шаранский район, Башкирская АССР, РСФСР, СССР — 15 октября 2018, Альметьевск, Альметьевский район, Республика Татарстан, Российская Федерация) — советский и российский нефтяник, геофизик. Заслуженный работник нефтяной и газовой промышленности Российской Федерации (1993), заслуженный нефтяник Татарской АССР (1979).

## Биография
Ульфат Маганович Маганов родился 13 ноября 1928 года в деревне Киртлявле Шаранского района Башкирской АССР. Из крестьянской семьи
После окончания 10 классов школы в 1945 году поступил сразу на второй курс Уфимского геологоразведочного техникума, который окончил в 1948 году. Затем переехал в Татарстан, где устроился в Татарскую промыслово-геофизическую экспедицию министерства нефтяной промышленности СССР в селе Шугурово. Там Маганов проработал дальнейшие пять лет, пройдя путь от техника-оператора до начальника отряда и инженера-оператора. Через некоторое время он был отправлен в Альметьево, где в 1950 году он возглавил каротажно-перфораторную партию Альметьевской каротажно-перфораторной экспедиции. В 1953 году экспедиция вошла в новообразованный трест «Татнефтегеофизика» и преобразована в Альметьевскую промыслово-геофизическую контору.
В 1955 году был избран первым секретарём Альметьевского городского комитета ВЛКСМ. Занимался культурной работой среди альметьевцев, духовным развитием молодёжи, организовал центральный парк для отдыха жителей Альметьевска. В 1957 году вернулся к геофизической работе в Альметьевскую промыслово-геофизическую контору, а также поступил в Московский институт нефтехимической и газовой промышленности имени И. М. Губкина, который окончил в 1963 году по специальности горного инженера.
После получения образования в 1964 году был назначен старшим инженером, а в 1978—1998 годах занимал пост начальника Альметьевского управления геофизических работ «Татнефтегеофизика» при министерстве топлива и энергетики. Проработав на предприятии более 50 лет, в том числе 20 лет в качестве начальника, выступил основоположником промысловой геофизики Татарстана. Именно он дал новый импульс развитию управления геофизических работ, которое под руководством Маганова выросло до крупного специализированного предприятия нефтедобывающей отрасли, состоящего из порядка 70 геофизических партий, оснащённых новейшей техникой и аппаратурой.
Был одним из инициаторов разработки нового способа вскрытия нефтеносных пластов, принимал участие во внедрении на промыслах способа очистки насосно-компрессорных труб от парафина методом электропрогрева, методики и аппаратуры системы геофизического контроля за разработкой нефтяных месторождений, осуществил переход на цифровую регистрацию материалов геофизических исследований строящихся скважин. Значительный вклад Маганов внёс в становление и развитие каротажных исследований в республике, лично занимался такой работой в семи горизонтальных скважинах, пробуренных в 1970-х годах, а также организовывал и обеспечивал исследования в сверхглубоких скважинах.
Ульфат Маганович Маганов скончался 15 октября 2018 года в возрасте 89 лет, не дожив до 90-летнего юбилея меньше месяца. Свои соболезнования по поводу его смерти выразило руководство Татарстана, в том числе президент республики Р. Н. Минниханов.

## Награды
Российские, советские
- Орден Дружбы (1998 год) — за большой вклад в развитие топливно-энергетического комплекса и многолетний добросовестный труд[14].
- Орден «Знак Почета» (1986 год)[1][2].
- Медаль «В память 1000-летия Казани» (2005 год), «70 лет Победы в Великой Отечественной войне 1941—1945 гг.» (2015 год), «В ознаменование 100-летия со дня рождения Владимира Ильича Ленина» (1970 год), «За доблестный труд в Великой Отечественной войне 1941—1945 гг.» (1945 год), «Ветеран труда» (1987 год)[1][15].
- Почётное звание «Заслуженный работник нефтяной и газовой промышленности Российской Федерации» (1993 год) — за заслуги в области нефтяной и газовой промышленности и многолетний добросовестный труд[16].

Татарстанские
- Медаль «За доблестный труд», «В ознаменование добычи трехмиллиардной тонны нефти Татарстана»[2].
- Почётное звание «Заслуженный нефтяник Татарской АССР[тат.]» (1979 год)[1][2].
- Почётная грамота Президиума Верховного Совета Татарской АССР (1958 год)[1].
- Благодарность Президента Республики Татарстан (2013 год) — за многолетний плодотворный труд и большой вклад в развитие нефтяной отрасли республики[17].

## Личная жизнь
Жена — Роза Фатыйховна, школьный учитель, труженик тыла, отличник народного просвещения, прожили вместе более 60 лет. Два сына — Равиль (р. 1954) и Наиль (р. 1958). Оба стали нефтяниками, в связи с чем Маганов считается основателем династии нефтедобытчиков. Имел также внуков и правнуков.